# Felix E. Feist
Ne doit pas être confondu avec Felix F. Feist.
Pour les articles homonymes, voir Feist.
Felix Ellison Feist (parfois crédité Felix Feist) est un réalisateur, scénariste et producteur américain de cinéma et de télévision, né à New York le 28 février 1910 et mort à Encino (Los Angeles), en Californie, le 2 septembre 1965.

## Biographie
Il est le fils de Felix F. Feist.

## Filmographie partielle

### Réalisateur

#### Cinéma
- 1933 : Déluge (The Deluge)
- 1936 : Every Sunday
- 1940 : Le Gant d'or (Golden Gloves), réalisé avec Edward Dmytryk
- 1943 : Toute seule (All by Myself)
- 1944 : Et voilà la vie (This Is the Life)
- 1945 : Ah, quel scandale ! (George White's Scandals)
- 1947 : The Devil Thumbs a Ride (en)
- 1949 : The Threat (en)
- 1950 : Trahison à Budapest (Guilty of Treason)
- 1950 : Captif de l'amour (The Man Who Cheated Himself)
- 1952 : La Vallée des géants (The Big Trees)
- 1952 : Les Amants du crime (Tomorrow is Another Day)
- 1952 : La Reine du hold-up (This Woman Is Dangerous)
- 1952 : Pontiac l'invincible (Battles of Chief Pontiac)
- 1953 : Donovan's Brain
- 1953 : La Taverne des révoltés (The Man Behind the Gun)
- 1955 : Les Pirates de Tripoli (en) (Pirates of Tripoli)

#### Télévision
- 1959-1961 : The Deputy, série de westerns réalisée avec Arthur Lubin
- 1961-1962 : Ombres sur le soleil (Follow the Sun), série réalisée avec Ted Post
- 1964-1965 : Voyage au fond des mers (Voyage to the Bottom of the Sea) (création d'Irwin Allen, réalisation de Feist : Première saison)

### Scénariste
- 1952 : Les Mille et Une Filles de Bagdad (Babes in Bagdad) d'Edgar Georg Ulmer